# أوة
أوة هي مدينة في مقاطعة ساوة، إيران. عدد سكان هذه المدينة هو 3,906 في سنة 2016.